# Enes Ünal
Enes Ünal (Osmangazi, 10 mei 1997) is een Turks voetballer die doorgaans als aanvaller speelt. Ünal debuteerde in 2015 in het Turks voetbalelftal.

## Clubcarrière

### Bursaspor
Ünal komt uit de jeugdopleiding van Bursaspor. Hij debuteerde op 1 augustus 2013 in het eerste elftal daarvan, in de derde voorronde van de UEFA Champions League, tegen FK Vojvodina. Hij debuteerde op 25 augustus 2013 in de Süper Lig, tegen Galatasaray. De wedstrijd eindigde in een gelijkspel.

### Manchester City
Na twee seizoenen in het eerste van Bursaspor, tekende Ünal in juli 2015 een contract bij Manchester City. Dat betaalde circa €2.800.000,- voor hem.

### KRC Genk
Manchester City verhuurde hem in juli 2015 meteen aan KRC Genk, waar hij rugnummer 9 kreeg. Hij maakte op 7 augustus 2015 zijn debuut voor de club, door uit tegen Zulte Waregem in te vallen voor Tornike Okriasjvili.

### NAC Breda
Manchester City verhuurde Ünal in februari 2016 voor de rest van het seizoen aan NAC Breda, op dat moment actief in de Eerste divisie. Hij maakte op 19 januari 2016 zijn debuut voor de club, als invaller tegen Fortuna Sittard. Hij wist meteen te scoren in de met 5-0 gewonnen wedstrijd. Ünal bereikte met NAC Breda de play-offs 2016. Daarin verhinderde Willem II promotie naar de Eredivisie.

### FC Twente
Manchester City verhuurde Ünal in juli 2016 voor een jaar aan FC Twente, waarmee hij wel in de Eredivisie ging spelen. Hier werd hij ploeggenoot van Yaw Yeboah en Bersant Celina, die eveneens werden verhuurd door Manchester City. Bij zijn eerste basisplaats wist hij in de eerste helft direct een hattrick te produceren, uit bij FC Groningen.

### Villareal
Ünal tekende in mei 2017 een contract tot medio 2022 bij Villarreal CF. Dat verhuurde hem op 30 oktober 2017 tot het einde van het seizoen 2017/18 aan Levante UD. Villarreal CF haalde hem na een halfjaar niettemin vervroegd terug. 

### Real Valladolid
Van 2018 tot en met 2020 speelde hij op huurbasis bij Real Valladolid. 

### Getafe
In de zomer van 2020 maakte hij voor 9 miljoen de overstap naar Getafe CF, waar hij 36 doelpunten maakte in iets meer dan 100 wedstrijden.

### AFC Bournemouth
Begin 2024 werd hij verhuurd met optie tot koop aan Premier League-club AFC Bournemouth. Eind mei werd zijn optie tot koop gelicht door Bournemouth en werd een 4-jarig contract getekend met de spits, die 16 miljoen euro betaalde aan zijn oude club.

## Clubstatistieken
| Seizoen         | Club              | Land               | Competitie       | Competitie | Competitie | Beker | Beker | Internationaal | Internationaal | Totaal | Totaal |
| Seizoen         | Club              | Land               | Competitie       | Wed.       | Dlp.       | Wed.  | Dlp.  | Wed.           | Dlp.           | Wed.   | Dlp.   |
| --------------- | ----------------- | ------------------ | ---------------- | ---------- | ---------- | ----- | ----- | -------------- | -------------- | ------ | ------ |
| 2013/14         | Bursaspor         | Vlag van Turkije   | Süper Lig        | 16         | 3          | 5     | 3     | 2              | 0              | 23     | 6      |
| 2014/15         | Bursaspor         | Vlag van Turkije   | Süper Lig        | 19         | 1          | 10    | 0     | 2              | 0              | 31     | 1      |
| 2015/16         | Manchester City   | Vlag van Engeland  | Premier League   | —          | —          | —     | —     | —              | —              | 0      | 0      |
| 2015/16         | → KRC Genk        | Vlag van België    | Eerste klasse    | 12         | 1          | 2     | 1     | —              | —              | 14     | 2      |
| 2015/16         | → NAC Breda       | Vlag van Nederland | Eerste divisie   | 11         | 8          | 0     | 0     | —              | —              | 11     | 8      |
| 2016/17         | → FC Twente       | Vlag van Nederland | Eredivisie       | 32         | 18         | 1     | 1     | —              | —              | 33     | 19     |
| 2017/18         | Villarreal CF     | Vlag van Spanje    | Primera División | 23         | 5          | 2     | 0     | 5              | 0              | 30     | 5      |
| 2017/18         | → Levante UD      | Vlag van Spanje    | Primera División | 7          | 1          | 0     | 0     | —              | —              | 7      | 1      |
| 2018/19         | → Real Valladolid | Vlag van Spanje    | Primera División | 33         | 6          | 1     | 0     | —              | —              | 34     | 6      |
| 2019/20         | → Real Valladolid | Vlag van Spanje    | Primera División | 35         | 6          | 2     | 2     | —              | —              | 37     | 8      |
| 2020/21         | Getafe CF         | Vlag van Spanje    | Primera División | 28         | 4          | 1     | 1     | 0              | 0              | 29     | 5      |
| 2021/22         | Getafe CF         | Vlag van Spanje    | Primera División | 37         | 16         | 0     | 0     | 0              | 0              | 37     | 16     |
| 2022/23         | Getafe CF         | Vlag van Spanje    | Primera División | 35         | 14         | 3     | 1     | —              | —              | 38     | 15     |
| 2023/24         | Getafe CF         | Vlag van Spanje    | Primera División | 3          | 0          | 2     | 0     | —              | —              | 5      | 0      |
| 2023/24         | → Bournemouth     | Vlag van Engeland  | Premier League   | 16         | 2          | 1     | 0     | —              | —              | 17     | 2      |
| 2024/25         | Bournemouth       | Vlag van Engeland  | Premier League   | 17         | 2          | 0     | 0     | —              | —              | 17     | 2      |
| Carrière totaal | Carrière totaal   | Carrière totaal    | Carrière totaal  | 324        | 87         | 30    | 9     | 9              | 0              | 363    | 96     |

Bijgewerkt op 9 januari 2025.

## Interlandcarrière
Ünal speelde in verschillende Turkse nationale jeugdelftallen. Hij maakte onder meer 25 doelpunten in 24 wedstrijden voor Turkije –16. Ünal maakte op 31 maart 2015 zijn debuut in het Turks voetbalelftal, in een oefeninterland tegen Luxemburg (1-2 winst). Na 57 minuten speeltijd verving hij Olcay Şahan.
Ünal maakte op 17 november 2019 zowel zijn eerste als zijn tweede interlanddoelpunt. Hij zorgde toen voor beide goals in een met 0-2 gewonnen kwalificatiewedstrijd voor het EK 2020 in en tegen Andorra.